# Рівненська сільська рада (Очаківський район)
Рі́вненська сільська́ ра́да — колишній орган місцевого самоврядування в Очаківському районі Миколаївської області. Адміністративний центр — село Рівне.

## Загальні відомості
- Територія ради: 5,5 км²
- Населення ради: 1 491 особа (станом на 2001 рік)
- Територією ради протікає Березанський лиман.

## Населені пункти
Сільській раді підпорядковані населені пункти:
- с. Рівне
- с. Березань
- с. Благодатне
- с. Їжицьке
- с. Осетрівка

## Склад ради
Рада складається з 16 депутатів та голови.
- Голова ради: Костова Ольга Іванівна
- Секретар ради:

### Керівний склад попередніх скликань
| ПІБ                    | Основні відомості                                                         | Дата обрання | Дата звільнення |
| ---------------------- | ------------------------------------------------------------------------- | ------------ | --------------- |
| Костова Ольга Іванівна | Сільський голова, 1959 року народження, освіта вища, член Народної партії | 26.03.2006   | 31.10.2010      |
| Костова Ольга Іванівна | Сільський голова, 1959 року народження, освіта вища, член Партії регіонів | 31.10.2010   |                 |

Примітка: таблиця складена за даними сайту Верховної Ради України